# Guy I. de Clermont

Wappen Guys I. de Clermont

Guy I. de Clermont (auch: Guiot; † 11. Juli 1302 in Groeningekouter bei Kortrijk) war Herr von Breteuil und Offemont sowie seit 1296 Marschall von Frankreich.
Er war der jüngste Sohn von Simon II. de Clermont und Adele von Montfort.
Er heiratete in erster Ehe Marguerite, die 1268 bezeugt ist, und wohl eine Tochter von Guillaume de Mello, Herr von Saint-Bris war. In zweiter Ehe heiratete er Marguerite de Thourotte, Herrin von Offemont und Thourotte-en-partie, Tochter von Ansould II. (Haus Thorotte) und Jeanne. Aus der zweiten Ehe hatte er fünf Kinder, darunter
- Jean I. de Nesle († 25. Mai 1352), Herr von Offemont, Mello und Thourotte-en-partie; ⚭ Marguerite, Herrin von Mello
- Mahaut, ⚭ Bernard VI. de Moreuil († nach 22. Mai 1350), Herr von Moreuil, 1344 Marschall von Frankreich

1296 wurde er zum Marschall von Frankreich ernannt, sein ältester Bruder Raoul II. de Clermont war zu diesem Zeitpunkt bereits Connétable von Frankreich. Wie sein Bruder nahm er auf französischer Seite 1302 an der Sporenschlacht teil und wurde im Verlauf der Schlacht getötet.